# 寒河江八幡宮
寒河江八幡宮（さがえはちまんぐう）は、山形県寒河江市にある神社である。旧社格は県社で、現在は神社本庁の別表神社。寒河江荘の総鎮守で、かつては川西鎮守と称した。
誉田別命（応神天皇、八幡神）を主祭神とし、大山祇神を配祀する。

## 歴史
社伝によれば、源頼義・源義家親子が前九年の役の際八幡神に祈って戦勝したので、寛治7年（1093年）に京都男山八幡宮を勧請し八幡原（現・寒河江市若葉町・元町）に創建したと伝える。鎌倉時代の建久2年（1191年）、寒河江に入った大江親広が改めて鎌倉にある鶴岡八幡宮から分霊を勧請し、八幡原の八幡社と合祀して現在地に社殿を創建して大江氏（寒河江氏）の産土神とした。谷地八幡宮・溝延八幡神社とともに「寒河江荘三八幡」と称され、武家の崇敬を受けた。現在の本殿は貞享3年（1686年）に拝殿は安永4年（1775年）に建築された。1940年（昭和15年）に県社に昇格した。
元の社名は「八幡神社」であったが、神社本庁の別表神社に加列される際に現在の寒河江八幡宮に改称した。

## 文化財

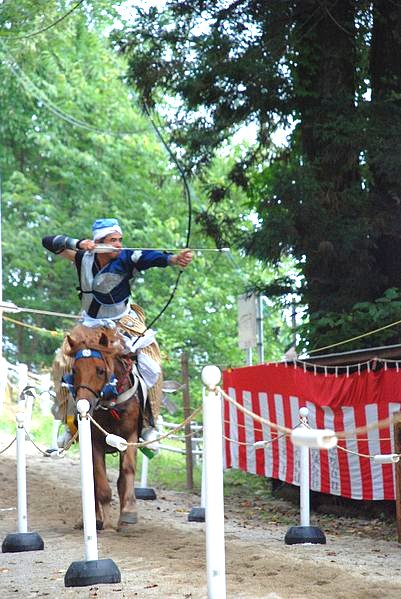
古式流鏑馬

### 県指定文化財　工芸品
- 短刀　銘出羽寒河江月山
室町時代の作。

### 県指定無形民俗文化財
- 寒河江八幡宮流鏑馬
前日祭および例大祭で行われる、古式流鏑馬と作試し流鏑馬。古式流鏑馬は騎乗した騎手が150メートルの馬場において、疾走する馬上から3か所の的を射て作柄を占う。3頭の馬において行う。作試し流鏑馬はあらかじめ3頭の馬に早稲・中稲・晩稲と決めておき着順で翌年の作柄を占う。全国でも寒河江八幡宮のみに現存する。

## 年中行事
- 1月1日：歳旦祭（初詣）古神札お焚き上げ
- 2月11日：紀元節祭・建国記念日奉祝式典
- 2月（旧暦初午）：稲荷神社（境内末社）初午祭
- 4月28日：新山神社祭（境内末社）市内南町新山講
- 4月29日：講社大祭（春祭り）
- 5月16日：厳島神社（末社）例祭
- 6月30日：茅輪神事・夏越大祓
- 7月1日：水神祭
- 9月9日：流鏑馬参籠始祭（例大祭迄1週間のオコモリ禊潔斎）
- 9月14日：前日祭（南部地区渡御・古式流鏑馬奉納）
- 9月15日：例大祭（本町地区渡御・作試し流鏑馬奉納）東北一の大神輿渡御・神輿の祭典
- 9月16日：終了報告祭（流鏑馬参籠オトキ）
- 11月23日：新嘗祭（氏子青年神輿會による御神田献米）
- 12月13日：煤払い
- 12月31日：晦（つごもり・年越）大祓・除夜祭・鎮火祭

## ギャラリー

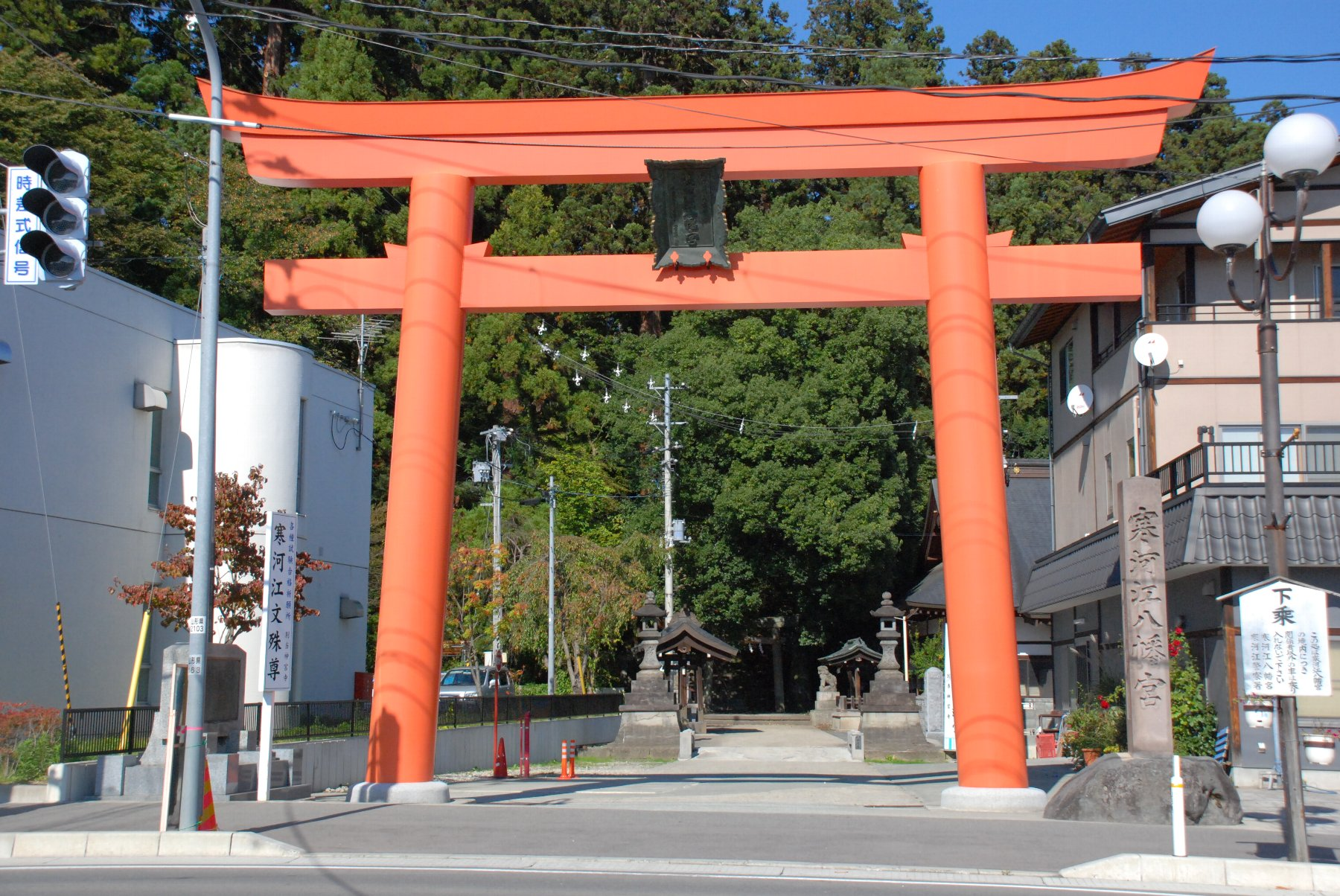
鳥居
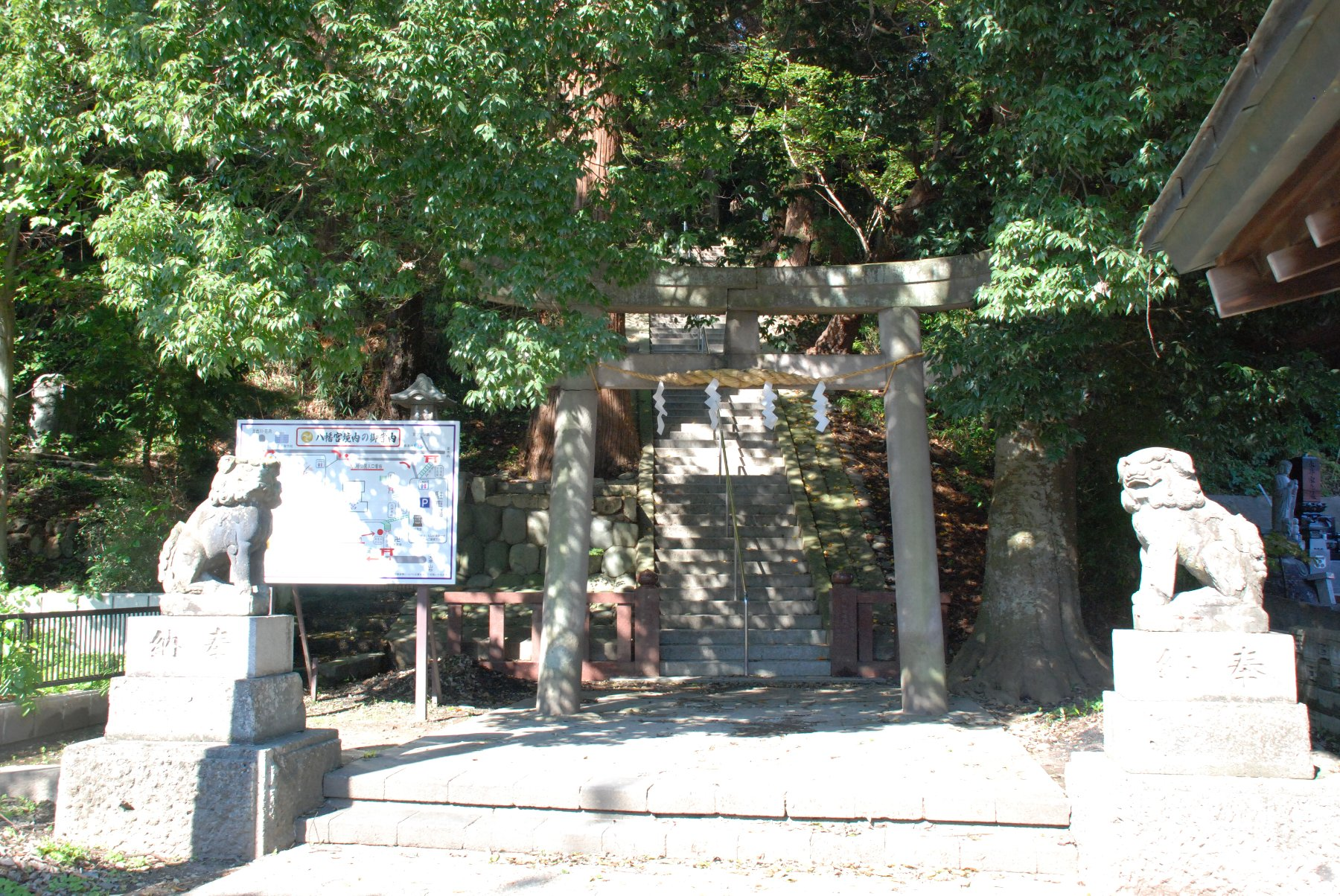
参道
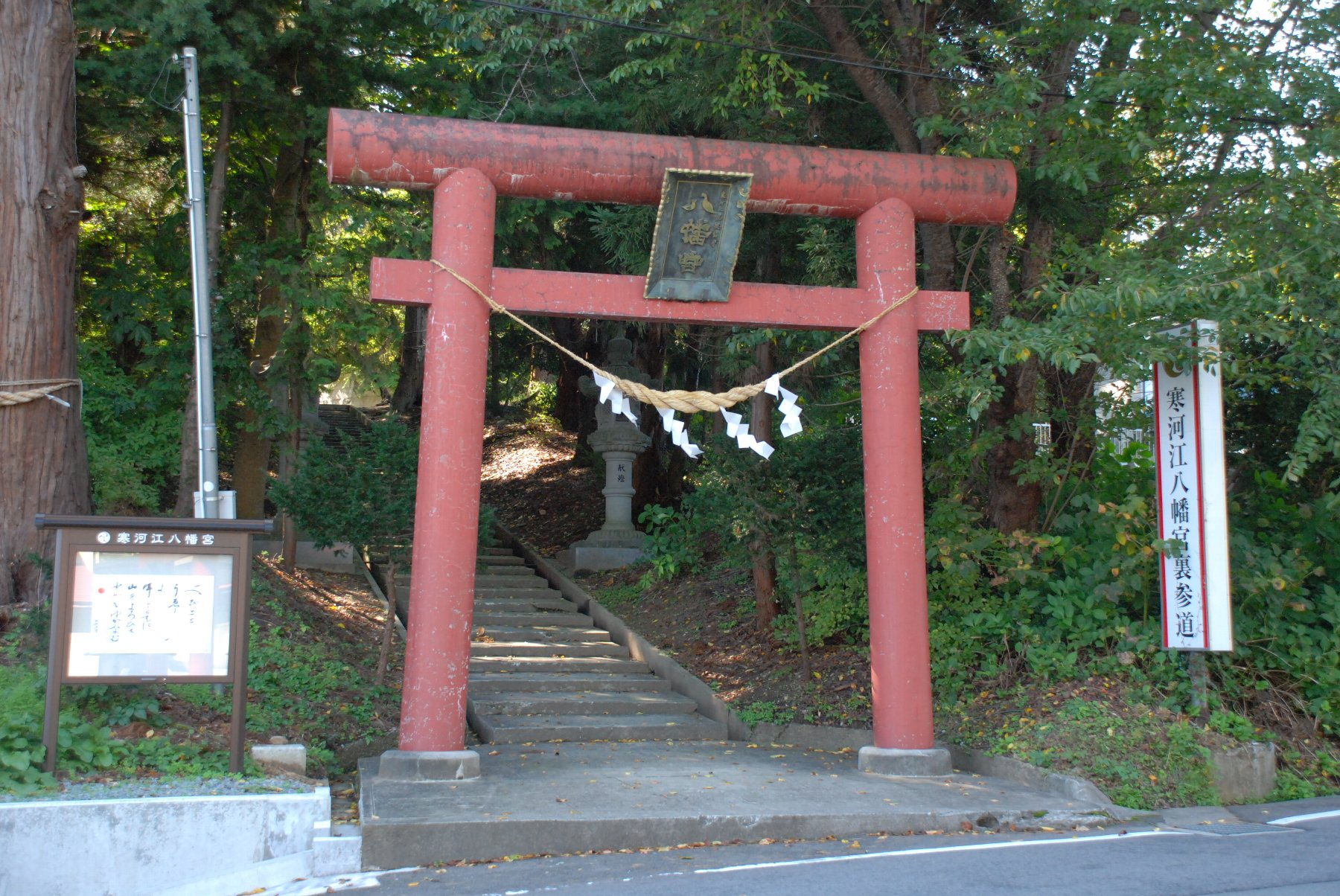
裏参道
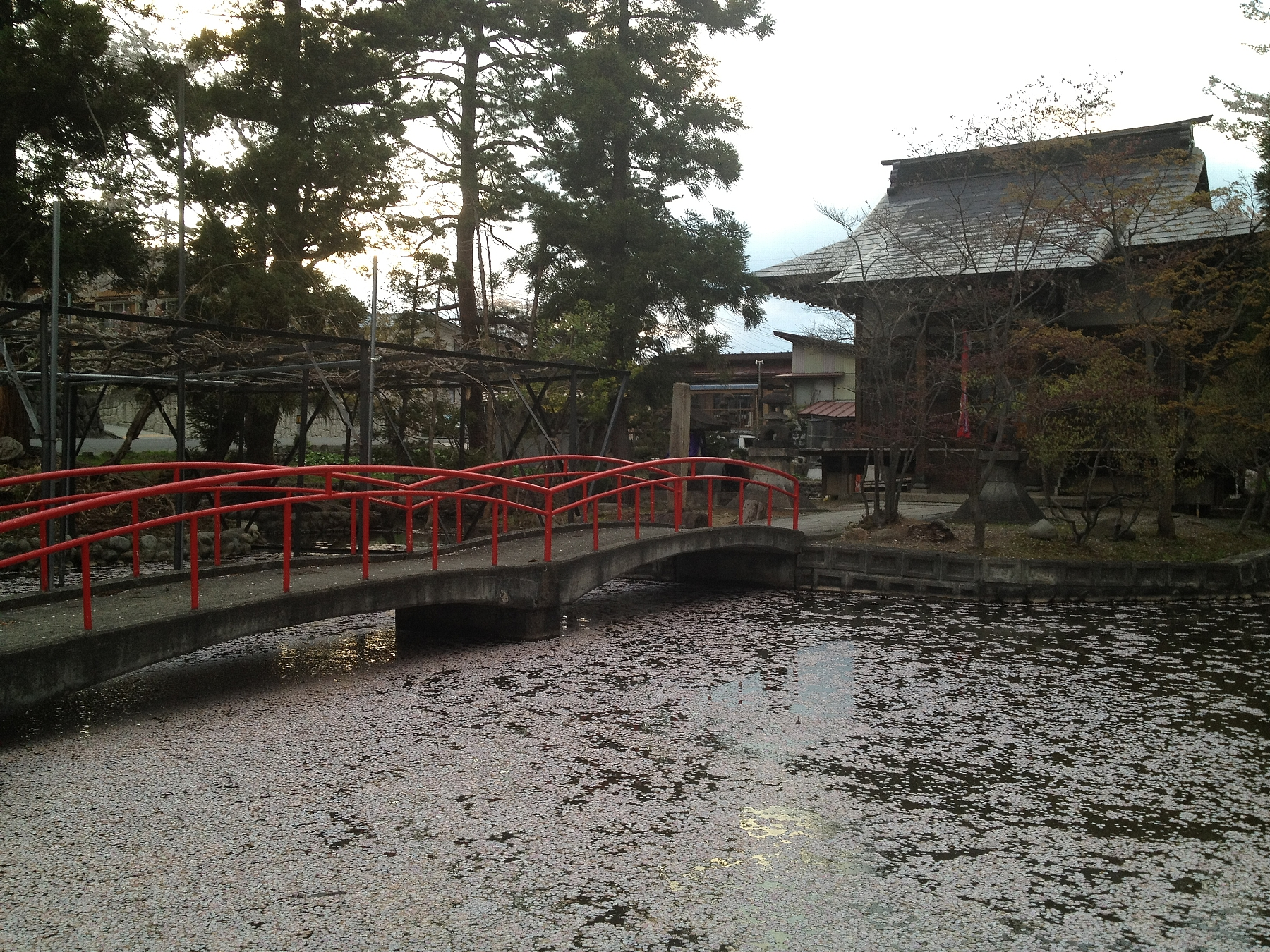
春の厳島神社（末社）